# Ponte City Apartments
Ponte City Apartments — высотное здание в Йоханнесбурге (ЮАР), построенное в 1975 году. Архитектурно представляет собой полый цилиндр, вследствие чего дневной свет может попадать в квартиры и с внутренней стороны. Высота 55-этажного здания составляет 173 метра.

## История
В 1970-е годы здание являлось одним из наиболее престижных жилых домов в Йоханессбурге, но в конце 1980-х криминальная обстановка в районе резко ухудшилась, жильцы разъехались и здание было захвачено бандами. В начале XXI века предпринимались попытки восстановления здания и прилегающего района, но ипотечный кризис 2007 года частично нарушил планы застройщиков. По состоянию на 2015 год здание является жилым, круглосуточно охраняется и оборудовано биометрической системой контроля доступа.